# Starry Eyes
Starry Eyes is een Amerikaanse horrorfilm uit 2014, geschreven en geregisseerd door Kevin Kolsch en Dennis Widmyer.

## Verhaal
Sarah Walker wil actrice worden en doet haar uiterste best om haar doel te bereiken. Ze volgt acteerlessen, probeert audities te doen en werkt ondertussen als serveerster om haar dagelijks leven te bekostigen. Sarah ziet op een dag een oproep op het internet waarin meisjes worden gevraagd om zich aan te melden voor een hoofdrol als 'Celeste' in een nog te maken horrorfilm, getiteld The Silver Scream. Deze zal verschijnen bij Astraeus Pictures, een respectabele productiemaatschappij met een prima reputatie. Sarah stuurt haar cv en foto op en hoopt op het beste.
Sarah brengt haar vrije tijd door met een groep leeftijdsgenoten die net als zij hopen op een carrière in de filmwereld. Haar vriendin Tracy en de meisjes Erin en Ashley willen ook actrice worden. De jongens Danny en Poe ambiëren een functie achter de camera. Terwijl Sarah bij hen is, wordt ze gebeld; ze mag auditie komen doen voor The Silver Scream.
De auditie verloopt niet zoals gehoopt. De castingdirector en haar assistent reageren kil op Sarah en schepen haar af. Ze sluit zich gefrustreerd op in het toilet en krijgt daar een woedeaanval. Daarbij trekt ze onder meer een streng haren uit haar hoofd, een gewoonte die ze sinds haar kindertijd heeft. Wanneer ze de toiletdeur weer opent, staat de castingdirector ervoor. Ze heeft Sarahs woedeaanval gehoord en nodigt haar uit om die te herhalen in de auditieruimte. Ze vindt het vreemd, maar wil zo graag slagen dat ze het doet.
Naar aanleiding van de woedeaanval die ze voor de ogen van de casting oproept, krijgt Sarah een uitnodiging voor een tweede auditieronde. Voor ze daarnaartoe gaat, neemt ze ontslag als serveerster. Ze wil zich volledig concentreren op het najagen van haar droom. Tijdens de tweede auditie vragen de castingdirector en haar assistent of Sarah zich uit wil kleden. Er komt geen naakt voor in The Silver Scream, maar hiermee moet ze bewijzen dat ze zichzelf volledig wil geven. Sarah gehoorzaamt aarzelend, maar voelt zich steeds prettiger zonder kleren. Wanneer ze weer buiten staat, verbaast ze zich over zichzelf.
De castingdirector belt Sarah terug. De producent van The Silver Scream wil haar ontmoeten, bij hem thuis. Hij legt haar daar uit dat de film gaat over mensen die tot extreme lengtes gaan om hun ambities waar te maken. Volgens hem bestaat de wereld van aspirerende acteurs en actrices uit twee soorten: mensen die 'willen' en mensen die 'doen wat nodig is'. Dat laatste maakt die groep succesvol, aldus de producent. Hij biedt Sarah vervolgens de hoofdrol in zijn film aan. Ze kan haar geluk niet op, maar schrikt als de producent zijn hand tussen haar benen legt. Dat wordt volgens hem haar laatste auditieronde. Sarah weigert en vlucht weg, naar huis. Ze vertelt Tracy wat er is gebeurd. Nadat ze cafetariabaas Carl haar excuses aanbiedt, neemt hij haar weer aan.
Danny stelt Sarah voor om de hoofdrol te spelen in de film die hij wil regisseren. Hij stelt dat als ze met zijn allen blijven afwachten, ze nooit iets bereiken. Hij vindt dat ze iets moeten doen. Naar aanleiding van zijn woorden zingt de stem van de producent weer rond in Sarahs hoofd. Ze herinnert zich wat hij zei over doen wat nodig is. Ze belt hem terug met de mededeling dat ze zich heeft bedacht. Een uur later staat ze weer in zijn huis. Terwijl de producent haar hoofd naar zijn kruis duwt, is op de rug van zijn hand een litteken in de vorm van een pentagram zichtbaar. Hij zegt haar dat ze zelf kan kiezen om haar oude leven op te geven en een nieuw van hem te krijgen. Ze kiest voor het laatste en maakt zijn gulp open.
Sarah wordt de volgende dag wakker met buikpijn. Op haar werk is ze afwezig. Ze kwijlt boven de toonbank. Wanneer Carl haar ziek naar huis wil sturen, slaat ze hem. Daardoor hoeft ze helemaal niet meer terug te komen. Sarah meldt zich bij haar vrienden, die ook vinden dat ze er slecht uitziet. Ze maakt ruzie met Tracy wanneer die haar probeert te helpen. Van het ene op het andere moment voelt Sarah zich verheven boven de anderen. Ze gaat naar huis en wordt zieker en zieker. Ze krijgt uitslag, spasmen, ademnood en braakbuien. Haar nagels laten los, haar haar valt uit, haar tanden raken aangetast en ze krijgt neus- en mondbloedingen. Dan blijkt haar slipje doordrenkt met bloed, er beweegt iets in haar buik en ze braakt wormen uit in de badkuip. Wanneer de telefoon gaat, hoort ze de stem van de producent. Ze vertelt hem dat ze stervende is. Hij vertelt haar lachend dat ze daar gelijk in heeft. Volgens hem kan ze zelf kiezen of ze binnen afzienbare tijd vergeten onder de grond ligt, of dat ze de nodige offers maakt om 'een van hen' te worden.
Sarah gaat naar de bestelwagen waar Danny in woont. Zodra Erin eruit komt, achtervolgt ze die het naastgelegen huis in. Ze snijdt daar met een mes haar gezicht open en steekt haar verschillende keren in haar buik. Daarna loopt ze een slaapkamer binnen waar Ashley in een bed ligt. Sarah slaat haar de hersens in met een halter. Poe verschijnt in de deuropening en ziet wat Sarah heeft gedaan. Hij draait zich om en probeert weg te lopen, maar struikelt en valt. Sarah klimt op hem en steekt hem net zo lang in zijn rug tot hij niet meer beweegt. Ze ziet dat Erin zwaar bebloed probeert te vluchten. Sarah duwt een plastic zak over haar hoofd en trekt die strak tot Erin stikt. Wanneer Danny uit zijn busje komt om te zien waar Erin blijft, zit Sarah op een stoel voor zijn autodeur. Ze steekt hem onverwacht meermaals het mes in zijn buik. Ze vertelt hem dat ze maar één ding wil en dat de filmmakers haar dat gaan geven. Dan komen er mannen met capuchons en zwartgemaakte gezichten uit de bosjes. Ze nemen Sarah mee. De producent, de castingdirector en verschillende van hun collega's vormen een kring rondom een plastic zak met Sarah erin, naakt. Terwijl ze zingen en joelen, scheurt Sarah de zak open en kruipt ze eruit.
De volgende morgen kruipt Sarah omhoog uit de grond. Naast de plek waar ze begraven lag, ligt een cadeautje met een briefje om haar een fijne verjaardag te wensen. Ze is kaal, maar haar lichaam is weer puntgaaf. Ze heeft een perfecte huid, een gaaf gebit en voelt zich kiplekker. Tracy treft haar thuis in bed aan. Het valt haar op dat Sarah plotseling felgroene irissen heeft. Ze nodigt Tracy uit om bij haar in bed te komen liggen. Tracy wil niet, maar het lukt haar niet om zich te verzetten. Sarah buigt zich naar haar toe. Ze zet haar lippen op die van Tracy, die tijdens de 'zoen' uit haar mond begint te bloeden en sterft. Vervolgens maakt Sarah haar cadeautje open. Hierin zit een jurk, een pruik en een ketting met een hanger in de vorm van een pentagram. Hiermee neemt ze een uiterlijk aan dat precies past tussen dat van de actrices waar ze foto's van verzamelde op haar slaapkamer.

## Rolverdeling
- Alex Essoe - Sarah Walker
- Amanda Fuller - Tracy
- Noah Segan - Danny
- Fabianne Therese - Erin
- Shane Coffey - Poe
- Natalie Castillo - Ashley
- Pat Healy - Carl
- Nick Simmons - Ginko
- Maria Olsen - de castingdirector
- Marc Senter - de castingassistent
- Louis Dezseran - de producent